# Museum für Gestaltung Zürich
Das Museum für Gestaltung Zürich gilt als führendes Schweizer Museum für Design und visuelle Kommunikation und bespielt zwei Standorte in der Stadt Zürich – an der Ausstellungsstrasse und im Toni-Areal. Zudem betreibt es im Auftrag der Stadt Zürich den Pavillon Le Corbusier im Zürcher Seefeld. Mit seinem Ausstellungsprogramm, seinen Vermittlungsaktivitäten sowie internationalen Wanderausstellungen ist das Museum auf ein breites Publikum ausgerichtet. Die Inhalte umfassen ein ebenso breites Spektrum an Themen und monografischen Positionen aus den Bereichen Industrie- und Produktdesign, Grafik, Typografie, Fotografie, Plakat, Film, Möbel, Mode, Schmuck, Kunstgewerbe, Architektur und Szenografie. Die vier Sammlungen des Museums – Design, Grafik, Kunstgewerbe und Plakat – sind von internationaler Bedeutung und beinhalten über 500 000 Objekte der ästhetischen und technischen Entwicklung.
Im Herzen von Zürich, im renovierten und 2018 wiedereröffneten Stammhaus an der Ausstellungsstrasse, präsentiert das Museum ausgewählte Sammlungsobjekte sowie Ausstellungen zu wechselnden Themen. Das denkmalgeschützte Gebäude von 1933 gilt als herausragendes Beispiel moderner Schweizer Architektur. Zum Museum gehören die «Swiss Design Lounge», ein Begegnungsort zum Verweilen und Erproben von herausragendem Schweizer Design, ein Vermittlungsatelier sowie das museumseigene Café samt angrenzendem Park mit Teich.
Im dynamischen Quartier Zürich-West bespielt das Museum seinen zweiten Standort, das Toni-Areal. Die ehemals grösste Joghurtfabrik Europas ist zugleich Campus der Zürcher Hochschule der Künste ZHdK. Mit wechselnden Ausstellungen schlägt das Museum hier eine Brücke zu Lehre und Forschung, zeigt experimentierfreudige Projekte und nimmt Stellung zu aktuellen Debatten im Design. Im Toni-Areal befindet sich zudem das Sammlungsarchiv des Museums, das in Führungen besucht werden kann.

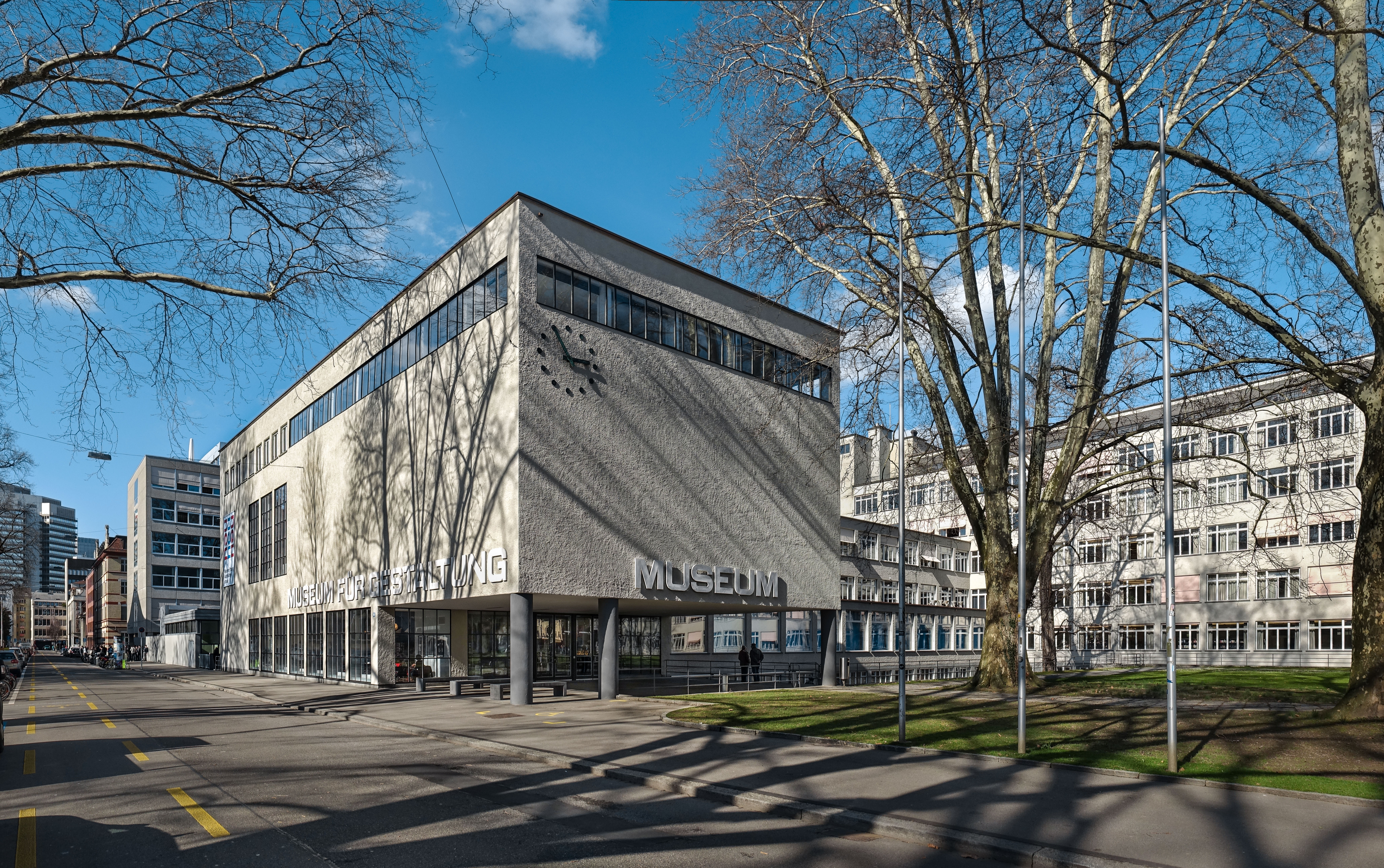
Museum für Gestaltung Zürich, Ausstellungsstrasse 60 (Foto: 2018)

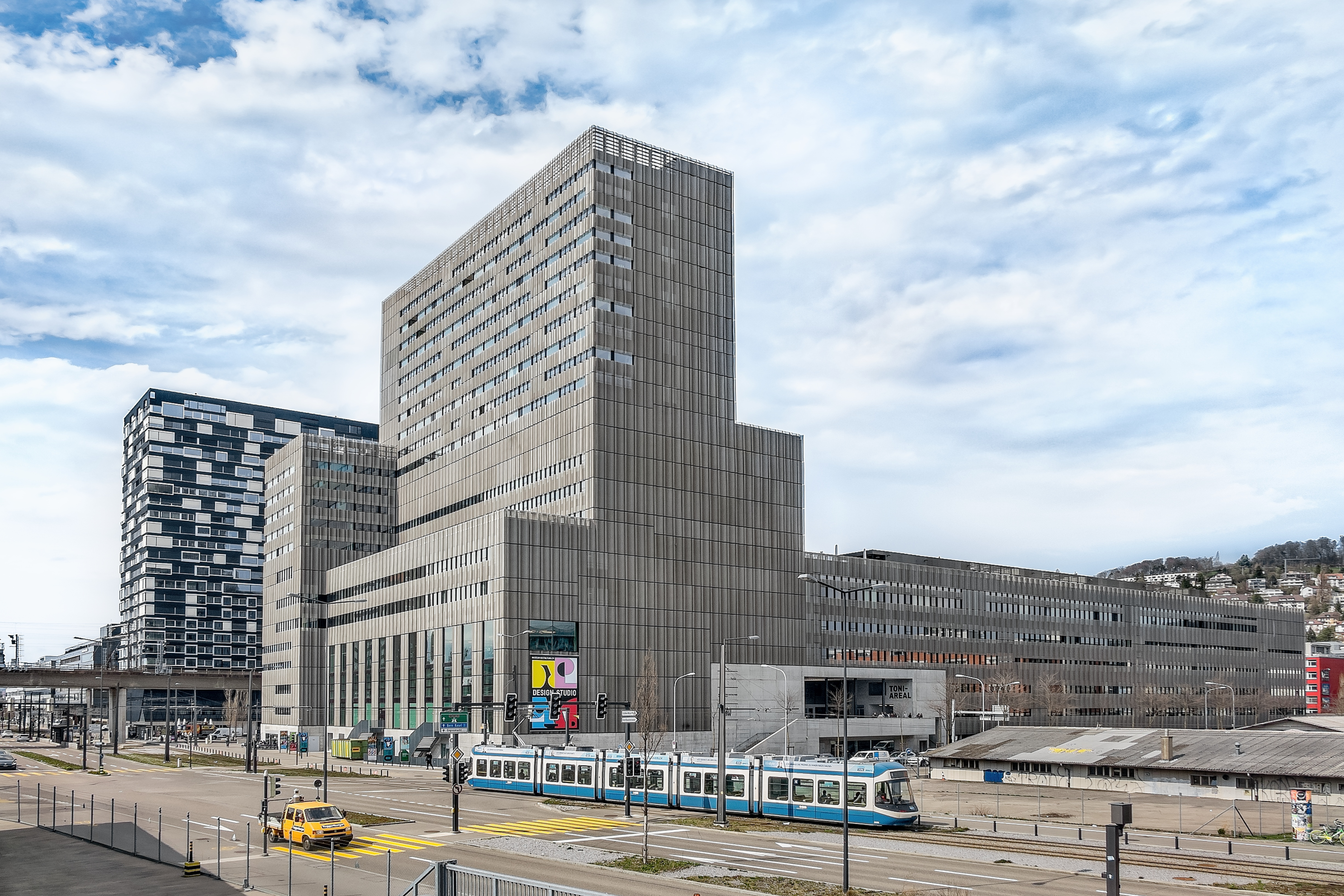
Museum für Gestaltung Zürich, Toni-Areal, Pfingstweidstrasse 96 (Foto: 2018)

## Geschichte, Architektur, Standorte
Das Museum für Gestaltung Zürich ist aus dem 1875 gegründeten Kunstgewerbemuseum der Stadt Zürich hervorgegangen. 1933 bezogen das Museum und die seit 1878 bestehende Kunstgewerbeschule, heute Zürcher Hochschule der Künste ZHdK, das inzwischen denkmalgeschützte Gebäude von Adolf Steger und Karl Egender an der Ausstellungsstrasse. Die Design-, Kunstgewerbe-, Plakat- und Grafiksammlung des Museums waren auf verschiedene Orte im Kanton Zürich verteilt. Im 1968 eingerichteten Museum Bellerive am Zürichsee brachte das Museum seine Sammlung kunsthandwerklicher Objekte unter und thematisierte in Wechselausstellungen – bis zur Rückgabe des Hauses an die Stadt Zürich im Februar 2017 – die Schnittstelle zwischen Kunst, Kunsthandwerk und Design. 2014 mit der Eröffnung des von EM2N Architekten umgebauten Standorts im Toni-Areal in Zürich-West feierte das Museum die Unterbringung aller vier Sammlungen unter einem gemeinsamen Dach. Zur gleichen Zeit unterbrach das Museum den Ausstellungsbetrieb an seinem historischen Standort an der Ausstellungsstrasse zwecks umfassender Renovation vorübergehend. Im März 2018 wiedereröffnet, zeigte das Museum in seinem Stammhaus neben Wechselausstellungen erstmals auch Sammlungsobjekte in dauerhaften Ausstellungen der Öffentlichkeit. 2019 übernahm das Museum für Gestaltung Zürich im Auftrag der Stadt Zürich den Betrieb des Pavillon Le Corbusier, um Einblick in das Werk des bedeutenden Architekten Le Corbusier zu geben.

## Ausstellungen
Das Museum für Gestaltung Zürich zeigt jährlich fünf bis sieben Wechselausstellungen sowie kleinere Inszenierungen und Interventionen an seinen zwei Standorten «Ausstellungsstrasse» und «Toni-Areal». In den meist interdisziplinär angelegten Ausstellungen werden historische Phänomene, zeitgenössische Tendenzen und innovative Ansätze wissenschaftlich fundiert für eine breite Öffentlichkeit wie auch für ein Fachpublikum präsentiert. Die meisten Ausstellungen des Museums sind Eigenproduktionen, die teilweise auch als Wanderausstellungen in andere Institutionen weiterreisen.

### Szenografie und visuelle Kommunikation
Bei der inszenatorischen Umsetzung der Themen und der Konzeption der visuellen Kommunikation arbeitet das Museum für Gestaltung Zürich mit Szenografen, Architekten und visuellen Gestaltern zusammen, die von Projekt zu Projekt wechseln. Dieser Ansatz brachte stets wechselnde Ausstellungs- und Plakatgestaltungen hervor, welche dem Anspruch an experimentelle Neugier bei hoher Gestaltungsqualität gerecht werden und regelmässig mit Auszeichnungen bedacht werden.

### Vermittlung & Veranstaltungen
Die Ausstellungen im Museum für Gestaltung Zürich werden von Führungen, Symposien, Podiumsdiskussionen, Gesprächen, Vorträgen, Film- und Theateraufführungen, Performances und Konzerten begleitet. Ein vielfältiges museumspädagogisches Angebot wird ausstellungsspezifisch jeweils für Schulen, Kinder sowie Erwachsene entwickelt.

## Sammlungen
Die vier Sammlungen des Museums entstanden aus der vom Kunstgewerbemuseum Zürich für den Unterricht angelegten Vorbildersammlung. Die Objekte aus den Sammlungen finden sich in internationalen Forschungsprojekten sowie Ausstellungen und dienen innerhalb der Zürcher Hochschule der Künste ZHdK dem Studium von Gestaltungslösungen, Materialien, Techniken und Stilen. Fortlaufend werden die Objekte der Sammlung auch online auf der Plattform eMuseum.ch zugänglich gemacht.

### Plakatsammlung
Die Plakatsammlung gehört weltweit zu den umfangreichsten und bedeutendsten Archiven ihrer Art. Über 380 000 Plakate dokumentieren die schweizerische und internationale Plakatgeschichte von ihren Anfängen Mitte des 19. Jahrhunderts bis in die Gegenwart. Die Sammlung umfasst politische, kulturelle und kommerzielle Plakate. Die designgeschichtlich begründeten, geografischen Schwerpunkte bilden die Schweiz, Europa, Japan, Kuba, die ehemalige Sowjetunion und die USA. Im Dialog mit der zeitgenössischen Produktion und in Anerkennung der historischen Leistungen wird die Sammlung kontinuierlich erweitert. Ihre Vielfalt in historischer, thematischer und geografischer Hinsicht ermöglicht sowohl eine Tour d’Horizon der Plakatkunst als auch den Blick in ein visuelles Archiv der Alltagswelt. Neben den primären Fragestellungen der Grafik und Typografie gilt das Augenmerk der Plakatsammlung auch einem gesellschaftspolitischen Verständnis von Gestaltung, werden doch im Plakat die ästhetischen und sozialen Prozesse der jeweiligen Zeit besonders reflektiert.

### Designsammlung
Die Designsammlung konzentriert sich auf seriell hergestellte Produkte des 20. Jahrhunderts und der Gegenwart sowie auf die Ideen und Prozesse, die darin zum Ausdruck kommen. Der Fokus liegt auf einer umfassenden Darstellung des Schweizer Designs, die mit Referenzbeispielen internationaler Herkunft konfrontiert wird. Gesammelt werden Objekte bekannter Designer wie auch anonym konzipiertes Alltagsdesign. Die mittlerweile über 50 000 Objekte umfassende Kollektion enthält serielle Gegenstände bis zur Kleinstserie, ergänzt durch Prototypen und Modelle. Neben Ankäufen und Donationen umfasst die Designsammlung auch Dauerleihgaben der Schweizerischen Eidgenossenschaft aus dem Bereich Produktdesign, einer Sparte, die vom Bundesamt für Kultur seit 1989 gefördert wird. Parallel zur Objektsammlung wird ein Archiv für Schweizer Design aufgebaut, das der wissenschaftlichen Forschung dient: Konzepte, Projektstudien, Entwurfszeichnungen, Gebrauchsanweisungen, Patentschriften, Werbemittel, Quellentexte sowie Teile von Atelier-, Firmen- und Verbandsarchiven bilden den Fundus einer Dokumentation, die weit über den Gegenstand hinausweist.

### Grafiksammlung
Die seit der Museumsgründung bestehende Grafiksammlung ist in ihrer Vielfalt und in ihrer heutigen Ausrichtung auf europäisches Grafikdesign schweizweit einzigartig. Sie dokumentiert auf diesem Gebiet den ästhetischen, technischen und kulturellen Wandel im Alltag von Gutenberg bis heute. Ursprünglich als internationale Vorbildersammlung angelegt, umfasst die Grafiksammlung nahezu sämtliche grafischen Disziplinen, die für den Unterricht an der einstigen Kunstgewerbeschule von Bedeutung waren. Den Kern bildeten zunächst Zeichnungen, Druckgrafik und illustrierte Bücher sowie Lehrbücher des 15. bis 20. Jahrhunderts. Es folgten Pressedrucke, Ostasiatica sowie Künstlerbücher, Fotografie und Gebrauchsgrafik. Heute konzentriert sich die Sammeltätigkeit auf die Schweiz und den europäischen Raum. Zu den Schwerpunkten zählen Werbe- und Informationsgrafik, Schrift, Typografie und Buchgestaltung. Die Sammlung wird mit aktuellen Arbeiten innovativer Grafiker, Werbeagenturen, Nachlässen wichtiger Gestalter sowie Beispielen des Corporate Design bedeutender Firmen weiterentwickelt.

### Kunstgewerbesammlung
Die über 17 000 Objekte umfassende Kunstgewerbesammlung ist neben der Grafiksammlung die älteste Sammlung des Museum für Gestaltung Zürich und eine der wichtigsten Kollektionen von internationalem Kunsthandwerk in der Schweiz. Einst als Vorbildersammlung für Ausbildung, Gewerbe und Industrie angelegt, liegen die Sammlungsschwerpunkte im 19. und 20. Jahrhundert. Einzelne Bereiche wie koptische und altperuanische Textilien reichen weit in die Vergangenheit, andere bis in die Gegenwart hinein. Das vielfältige Profil folgt der künstlerischen Verarbeitung von Glas, Keramik, Metall, Holz und Textil und konzentriert sich geografisch vorwiegend auf Europa. Hochkarätige Beispiele aus den USA und Japan finden sich im Feld der Tapisserien und der textilen Skulpturen. Die Jugendstilabteilung mit Werkgruppen von William Morris, Emile Gallé, René Lalique, Hermann Obrist oder Henry van de Velde geniesst internationalen Ruf. Zu den Glanzstücken gehören eine einzigartige Marionettensammlung von Künstlern und Künstlerinnen des 20. Jahrhunderts wie Sophie Taeuber-Arp und eine bedeutende Musikinstrumentensammlung von rund 250 historischen Objekten.

### Forschung und Dienstleistungen
Die Sammlungsbestände werden in Zusammenarbeit mit der Zürcher Hochschule der Künste ZHdK sowie anderen Hochschulen kontinuierlich bearbeitet und erforscht, um diese mit einer Offenheit für transdisziplinäre Projekte aus aktueller Sicht in Zusammenhang zu bringen. Zusätzlich zur Erschliessung, Dokumentation und Konservierung werden Dienstleistungen wie internationale Leihgaben, Recherchen, Expertisen und Reproduktionen angeboten.

## Publikationen
Selbst verlegt oder in Zusammenarbeit mit renommierten Verlagen gibt das Museum für Gestaltung Zürich Publikationen heraus, die als wesentlicher Bestandteil des Ausstellungsprogramms funktionieren. Darunter finden sich neben thematischen Reihen wie der «Design Collection» oder der «Poster Collection» auch Anthologien über Klassiker der Designgeschichte oder aktuelle Themen und Monografien über Pioniere von Theorie und Praxis. Durch die Art ihrer Gestaltung und Ausarbeitung bilden die Publikationen des Museum für Gestaltung Zürich selbst einen Beitrag zur Designgeschichte, was sich in den oft erhaltenen Preisen und Auszeichnungen manifestiert.

## Filme
- Museum für Gestaltung, Zürich (= Museums-Check. Folge 86). Reportage, 30 Min., Moderation: Markus Brock, Produktion: 3sat. Erstausstrahlung: 4. August 2024.[4]